# Slovak Open 2015
Die Slovak Open 2015 im Badminton fanden vom 27. bis zum 30. August 2015 in Trenčín statt.

## Sieger und Platzierte
| Disziplin    | Gold                          | Silber                      | Bronze                             |
| ------------ | ----------------------------- | --------------------------- | ---------------------------------- |
| Herreneinzel | Alex Lane                     | Henri Aarnio                | Daniel Font                        |
| Herreneinzel | Alex Lane                     | Henri Aarnio                | Sam Parsons                        |
| Dameneinzel  | Kristína Gavnholt             | Gayle Mahulette             | Martina Repiská                    |
| Dameneinzel  | Kristína Gavnholt             | Gayle Mahulette             | Kateřina Tomalová                  |
| Herrendoppel | Đỗ Tuấn Đức Nguyễn Ngọc Mạnh  | Darren Adamson Scott Sankey | Harry Arksey David Jones           |
| Herrendoppel | Đỗ Tuấn Đức Nguyễn Ngọc Mạnh  | Darren Adamson Scott Sankey | Gregor Dunikowski Vincent Medina   |
| Damendoppel  | Gayle Mahulette Cheryl Seinen | Nika Arih Petra Polanc      | Tatjana Bibik Elena Komendrovskaja |
| Damendoppel  | Gayle Mahulette Cheryl Seinen | Nika Arih Petra Polanc      | Jenny Nyström Sonja Pekkola        |
| Mixed        | Ben Lane Jessica Pugh         | Đỗ Tuấn Đức Phạm Như Thảo   | Martin Cerkovnik Ana Marija Šetina |
| Mixed        | Ben Lane Jessica Pugh         | Đỗ Tuấn Đức Phạm Như Thảo   | Henri Aarnio Jenny Nyström         |